# Уилки-Шугар-Лоф
Уилки-Шугар-Лоф (англ. Wilkie Sugar Loaf) — горная вершина на Кейп-Бретонском плато рядом с поселением Шугар-Лоф в канадской провинции Новая Шотландия.

## Описание

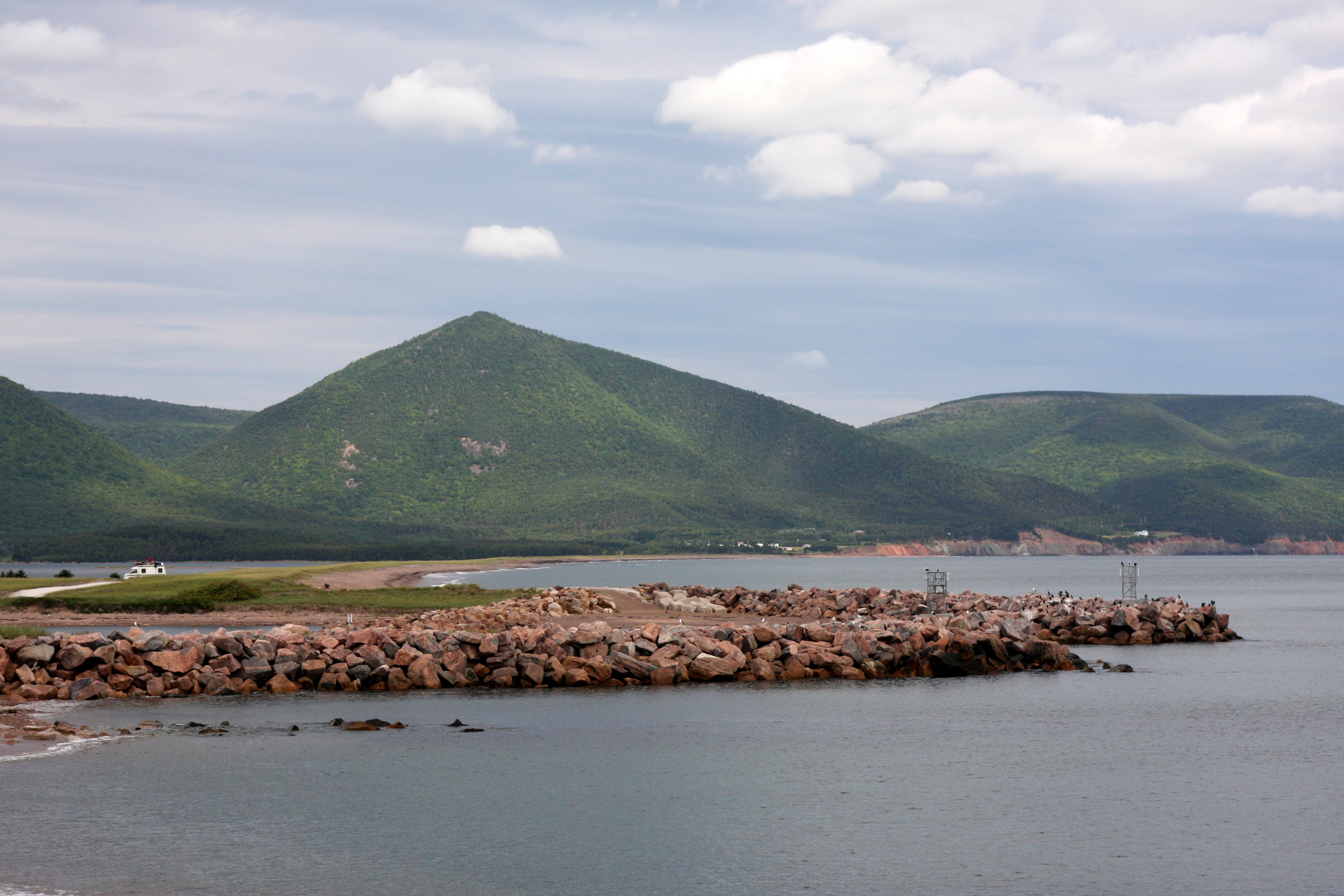
Вид на Уилки-Шугар-Лоф с гавани Дингуолл в заливе Аспи

Уилки-Шугар-Лоф является одним из немногих одиночных горных пиков в Новой Шотландии и поднимается до высоты около 400 метров выше уровне моря менее чем за 1,5 километра. Гора находится на берегу залива Эспи, в 10 километрах к северу от тропы Кабота. Уилки-Шугар-Лоф относится к цепи холмов Северных гор на границе с разломом Эспи, но отделён от основного хребта оврагами ручьёв Уилки и Полли.

## Название
Уилки-Шугар-Лоф является официальным названием горы с 21 апреля 1936 года. Название является соединением «Уилки» (англ. Wilkie), фамилии одной из первых семей переселенцев в местности, и «Sugar Loaf» (с англ. Сахарная голова), соответствующее пирамидальной форме горы. Название пика на микмакском языке — «Squa-dichk» («высшая точка»).

## Геодезический пункт
Вблизи горы находится геодезический пункт под названием «SUGAR LOAF 19659» (номер пункта: 23107), принадлежащий отделу наук о Земле Министерства природных ресурсов Канады. Пункт состоит из медного болта, погружённого в стандартный бетонный монумент. В 1960-х на вершине располагалась 6-метровая деревянная башня над пунктом наблюдения. Несмотря на то, что пункт всё ещё существует, башня не сохранилась.